# Ia Na
Ia Na (em dagani: Yaa Naa) é um título utilizado pelo chefe supremo do Reino de Dagom, no atual Gana. Seu titular tem autoridade para nomear seus subchefes, do mesmo modo em é escolhido entre os chefes de Caraga, Savelugu ou Miom.